# Yokohama FC
Yokohama FC (横浜FC Yokohama Efushī?) es un club de fútbol de Japón, situado en la ciudad de Yokohama que jugará en la J1 League a partir de la temporada 2025. Fue fundado en 1998 a partir de la desaparición de Yokohama Flügels, y es el primer equipo japonés que está basado en una modalidad de "club de socios".

## Historia

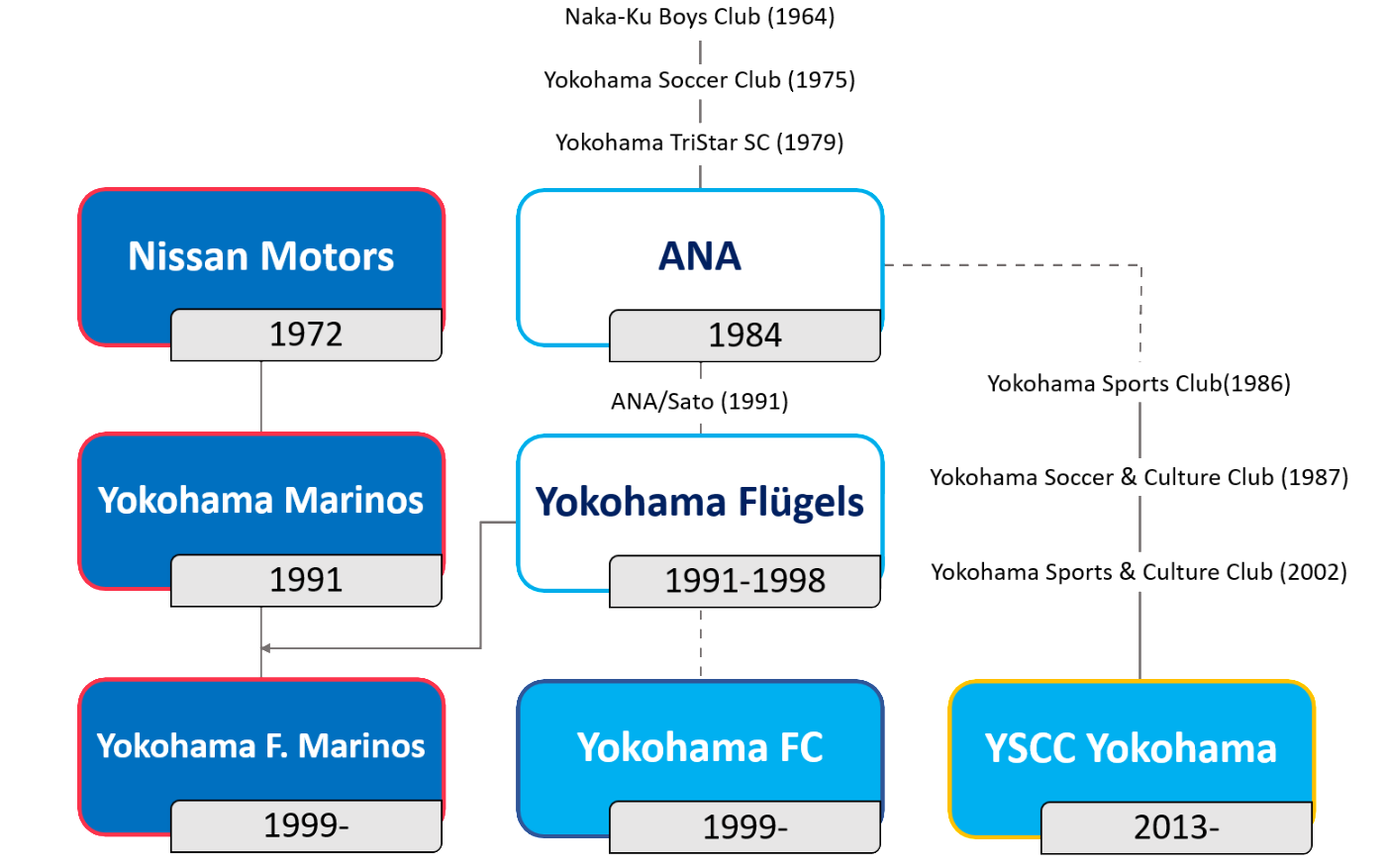
Gráfica de la línea temporal de los equipos de fútbol de Yokohama.

Cuando Yokohama Flügels desapareció en el año 1998, muchos de sus aficionados se negaron a apoyar al Yokohama F. Marinos, fruto de la fusión con sus rivales de ciudad Yokohama Marinos. En respuesta, decidieron crear un equipo a partir de cero, con un modelo basado en el "club de socios". El nuevo equipo se llamó Yokohama FC, y no pudo usar el nombre anterior de Flügels debido a que estos ahora pertenecían a los Marinos. Su nuevo escudo muestra un ave fénix, en referencia a una "resurrección" de la desaparecida formación.
Aunque en un principio trataron de ocupar la plaza vacante de Flügels, la J. League rechazó esa opción. Por ello, Yokohama FC tuvo que comenzar su andadura en la Japan Football League. La historia del equipo y el apoyo de sus aficionados llamaron la atención de Pierre Littbarski, quien se ofreció como técnico, y de una cadena de televisión por cable que se ofreció a retransmitir todos sus partidos. Con toda la expectación creada, Yokohama FC terminó campeón en el año 1999 y 2000, por lo que pasó a ocupar una plaza en la segunda división de la J. League a partir de la temporada 2001.
En sus cuatro primeros años en la J2, Yokohama FC no pudo terminar en una posición superior a la octava. La falta de liquidez y patrocinadores provocó que el equipo tuviera que recurrir a juveniles o jugadores sin experiencia en el fútbol profesional. Pero a partir de 2005 cambian su modelo deportivo, contratando a la otrora estrella del fútbol japonés Kazuyoshi Miura. Este jugador, que estaba al borde del retiro profesional, atrajo la atención de los medios deportivos y la llegada de otros veteranos del fútbol nipón como Shōji Jō, Motohiro Yamaguchi, y otros tantos en sus últimos años en este deporte. En la temporada 2006 Yokohama FC termina en la primera posición, y como campeón de la J2 logra su ascenso a la primera división de la J. League.
El equipo solo permaneció una temporada en la J1, descendiendo de categoría al terminar en el último lugar con tan solo 16 puntos. Con su descenso y el retiro de los jugadores veteranos, Yokohama FC volvió a ser un equipo modesto sin los suficientes recursos económicos como para suponer una alternativa a Yokohama F. Marinos.
En noviembre de 2019, el equipo logra una victoria por 2-0 sobre Ehime FC en la última fecha de la J2 League, terminando la temporada en la segunda posición y logrando el ascenso a la J1 por segunda vez en su historia.
Tras su regreso a la máxima categoría el equipo finalizaría en la 15.ª posición de la J1 League 2020. El torneo tuvo la particularidad de disputarse en medio de la creciente pandemia de covid-19, lo que provocó numerosas postergaciones de partidos y la suspensión de los descensos. 
En la temporada 2021 el equipo terminaría realizando una pésima campaña al registrar veintitrés derrotas, nueve empates y solo seis victorias, terminando el torneo en la última posición y descendiendo nuevamente a la J2. Al siguiente año, el equipo lograría nuevamente el ascenso a la primera división tras finalizar el torneo en la segunda posición. Tras finalizar la temporada 2023 en la última posición, el equipo volvió a perder la categoría.
En la temporada 2024 lograron el ascenso a primera tras solo una temporada en J2 League. Este se materializó después de un empate 0-0 ante Renofa Yamaguchi.

## Uniforme
- Uniforme titular: Camiseta celeste, pantalón celeste, medias celestes.
- Uniforme alternativo: Camiseta blanco, pantalón blanco, medias blancas.

## Estadio
Yokohama FC juega sus partidos como local en el Estadio Mitsuzawa, que cuenta con capacidad para 15.046 espectadores. Fue el antiguo campo de Yokohama Flügels.

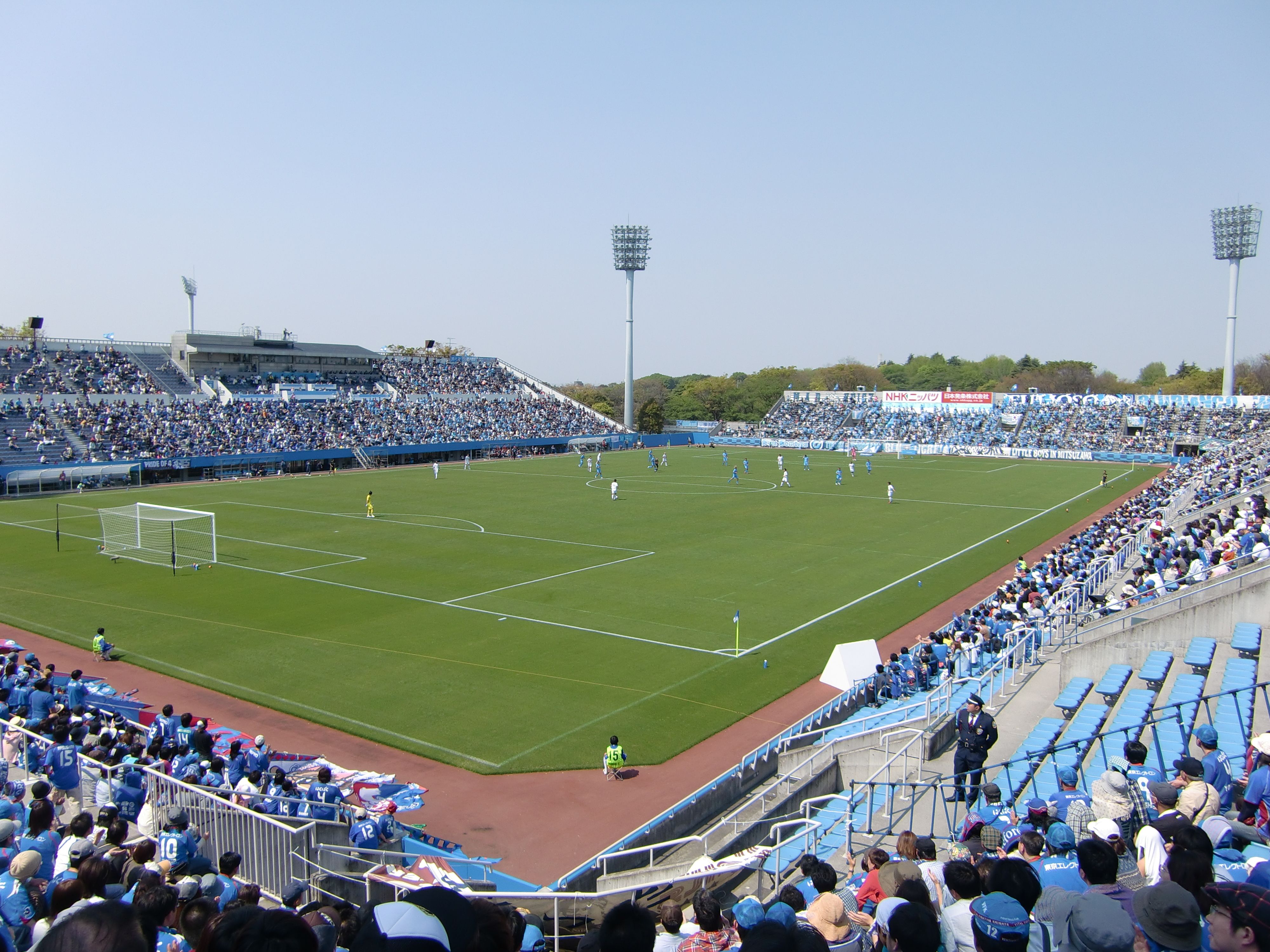
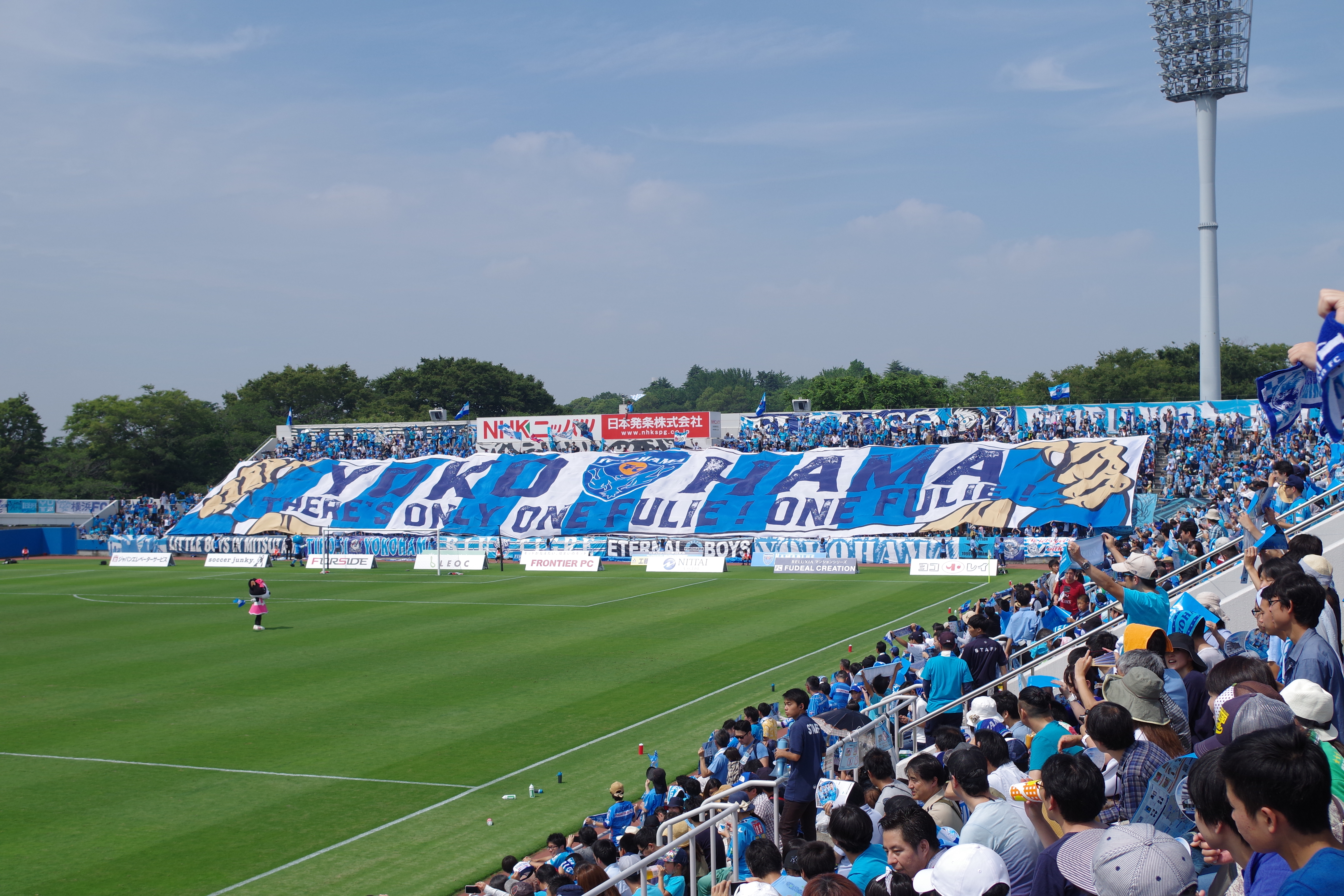
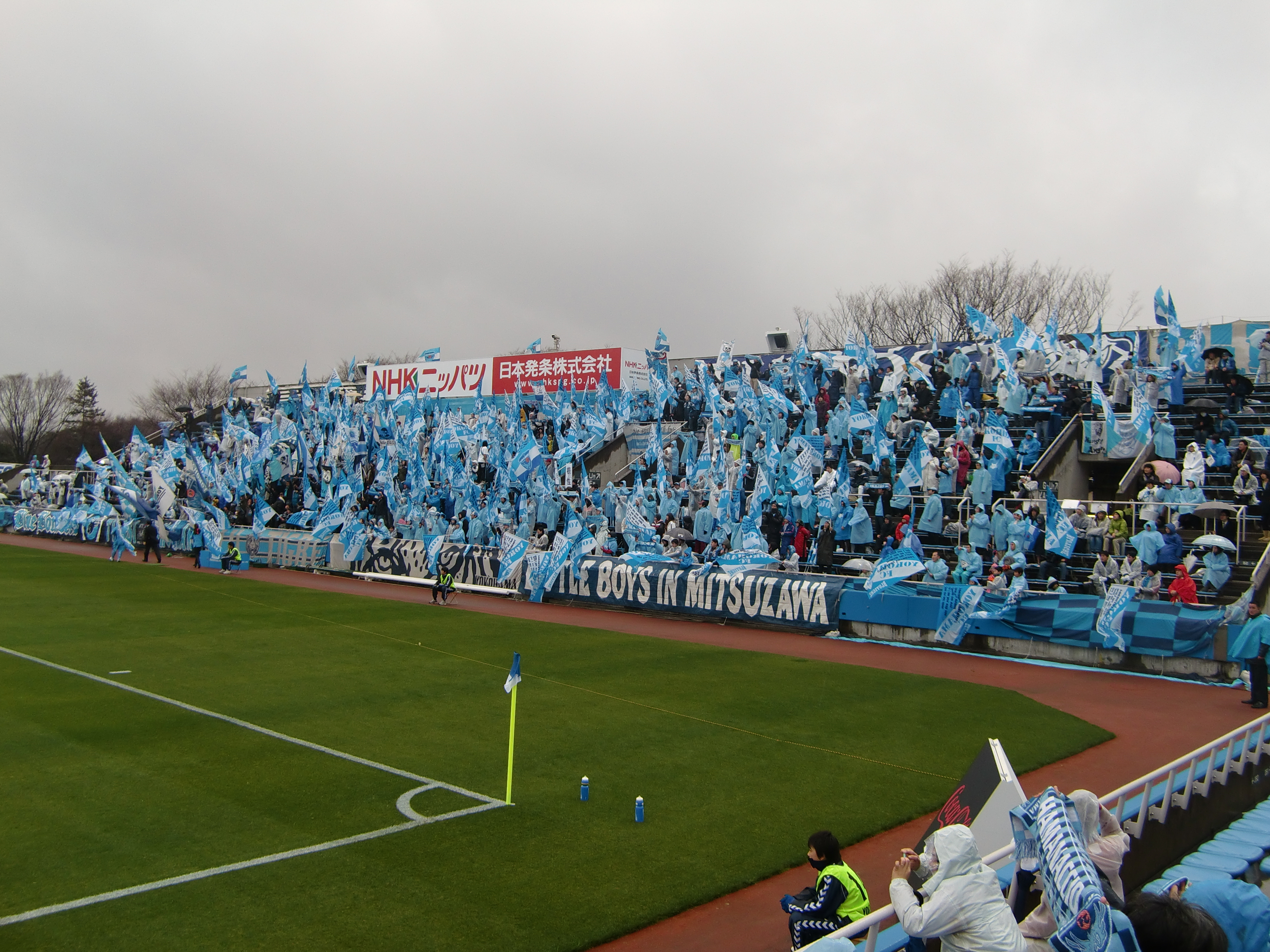

## Palmarés
En negrita las competiciones vigentes.
| Competición nacional                  | Títulos    | Subcampeonatos   |
| ------------------------------------- | ---------- | ---------------- |
| J2 League (1/3)                       | 2006       | 2019, 2022, 2024 |
|                                       |            |                  |
| Japan Football League (4ª div.) (2/0) | 1999, 2000 |                  |

## Jugadores

### Jugadores en préstamo
| Prestados |

### Jugadores destacados
La siguiente lista recoge algunos de los futbolistas más destacados de la entidad.
- Akihiro Yoshida
- Hiroaki Kumon
- Hiroyuki Inagaki
- Hiroyuki Nishijima
- Hitoshi Sasaki
- Ayumu Tachibana
- Kazuya Iwakura
- Manabu Kubota
- Masakazu Koda
- Masato Ishida
- Masatoshi Matsuda
- Michiharu Sugimoto
- Minoru Takenaka

## Rivalidades
- Derbi de Kanagawa
Este es el derbi que disputan los equipos que pertenecen a la prefectura de Kanagawa, actualmente el encuentro más importante es el del Yokohama F. Marinos y el Kawasaki Frontale. Otros equipos que se consideran dentro de este derbi son el Shonan Bellmare, Yokohama FC, YSCC Yokohama, y SC Sagamihara. Antiguamente fueron parte de este el Verdy Kawasaki y el Yokohama Flügels.
- Derbi de Yokohama
El derbi entre los equipos más representativos de la ciudad de Yokohama, el Yokohama F. Marinos, Yokohama FC y el YSCC Yokohama. Antiguamente el extinto Yokohama Flügels participó de este derbi.

## Uniforme
| Local       | Local       | Local       | Local       | Local       |
| ----------- | ----------- | ----------- | ----------- | ----------- |
| 2001        | 2002        | 2003 - 2004 | 2005 - 2006 | 2007 - 2008 |
| 2009 - 2010 | 2011 - 2012 | 2013        | 2014        | 2015        |
| 2016        | 2017        | 2018        | 2019        | 2020        |
| 2021        | 2022        | 2023 -      |             |             |
|             |             |             |             |             |

| Visitante   | Visitante   | Visitante   | Visitante   | Visitante   |
| ----------- | ----------- | ----------- | ----------- | ----------- |
| 2001        | 2002        | 2003 - 2004 | 2005 - 2006 | 2007 - 2008 |
| 2009 - 2010 | 2011 - 2012 | 2013        | 2014        | 2015        |
| 2016        | 2017        | 2018        | 2019        | 2020        |
| 2021        | 2022        | 2023 -      |             |             |
|             |             |             |             |             |